# Davide Di Molfetta
Davide Di Molfetta (23 juni 1996) is een Italiaans voetballer die als vleugelspeler speelt. Hij staat onder contract bij AC Milan, waar hij in 2015 doorstroomde vanuit de eigen jeugdopleiding.

## Clubcarrière
Di Molfetta is afkomstig uit de jeugdacademie van AC Milan. Op 22 januari 2014 zat hij voor het eerst op de bank onder coach Clarence Seedorf in de bekerwedstrijd tegen Udinese. Op 30 mei 2015 debuteerde de middenvelder in de Serie A. Milan won met 1–3 van Atalanta Bergamo na doelpunten van Giacomo Bonaventura (2x) en Giampaolo Pazzini. Daniele Baselli maakte het enige doelpunt van Atalanta. Di Molfetta viel in de blessuretijd in voor doelpuntenmaker Bonaventura.

## Interlandcarrière
Di Molfetta kwam reeds uit voor verschillende Italiaanse nationale jeugdelftallen. In 2014 debuteerde hij voor Italië –19.

## Statistieken
| Club     | Seizoen | Serie A | Serie A | Coppa Italia | Coppa Italia | Europa | Europa | Andere | Andere | Totaal | Totaal |
| Club     | Seizoen | Wed     | Goals   | Wed          | Goals        | Wed    | Goals  | Wed    | Goals  | Wed    | Goals  |
| -------- | ------- | ------- | ------- | ------------ | ------------ | ------ | ------ | ------ | ------ | ------ | ------ |
| AC Milan | 2014–15 | 1       | 0       | 0            | 0            | 0      | 0      | 0      | 0      | 1      | 0      |
| AC Milan | Totaal  | 1       | 0       | 0            | 0            | 0      | 0      | 0      | 0      | 1      | 0      |